# Secret Chiefs 3
Secret Chiefs 3 (lub SC3) – amerykański zespół rockowy. Jego członkowie to była sekcja instrumentalna Mr. Bungle, bez wokalisty tego zespołu, Mike’a Pattona. Grupa została założona w 1994 roku, wykorzystując fakt, że Mr. Bungle wydawał albumy z małą częstotliwością, pozostawiając muzykom czas na inne projekty.
SC3 grają muzykę uchodzącą za ezoterycznie-ekscentryczną i inspirowaną kulturą Bliskiego Wschodu. Cechą charakterystyczną wydawnictw zespołu jest to, że jako wykonawcy poszczególnych utworów wymienione są często sub-projekty: The Electromagnetic Azoth, UR, Ishraqiyun, Traditionalists, Holy Vehm oraz FORMS.

## Członkowie

### Pierwotny skład
- Trey Spruance – gitara, gitara basowa, glockenspiel, organy, fortepian, perkusjonalia, saz, syntezator, rabab, santur, sitar, cheng, klawinet, banjo, trąbka, dumbek, taragat, wokale
- Trevor Dunn – gitara basowa, wokale
- Danny Heifetz – perkusja

### Inni członkowie
- Ches Smith – perkusja
- Jesse Quatro – wokale
- Eyvind Kang – altówka, wiolonczela
- Shahzad Ismaily – gitara basowa
- Timba Harris – skrzypce, altówka
- Rich Doucette – sarangi
- Mike Dillon – tabla, wibrafon
- Jason Schimmel – gitara
- Anonymous 13 – altówka, wokale
- Jai Young Kim – organy Hammonda
- Phil Franklin – perkusja
- Bar McKinnon – flet, instrumenty klawiszowe, perkusjonalia, saksofon
- Tim Smolens – gitara basowa
- Enemy – gitara, gitara basowa

## Dyskografia
- First Grand Constitution and Bylaws (1996, Amarillo)
- Second Grand Constitution and Bylaws: Hurqalya (1998, Amarillo)
- Eyes of Flesh, Eyes of Flame (1999, Mimicry, album koncertowy)
- Book M (2001, Mimicry)
- Book of Horizons (2004, Mimicry)
- Xaphan: Book of Angels Volume 9 (2007, Tzadik)
- Path of Most Resistance (2007, Mimicry, kompilacja)
- Le Mani Destre Recise Degli Ultimi Uomini (jako Traditionalists; 2009, Mimicry)
- Satellite Supersonic, Vol. 1 (2009, Mimicry)
- Book of Souls, Folio A (2013, Mimicry)